# 東名古屋港駅
東名古屋港駅（ひがしなごやこうえき）は、愛知県名古屋市港区大江町にある名古屋鉄道（名鉄）築港線の駅である。駅番号はCH01。「東名港」（とうめいこう）と略される。

## 歴史
現在の旅客ホームはかつて東名古屋港東口と呼ばれていた旅客専用設備であり、貨物駅としての構内は6号地（現・大江ふ頭）まで延びる貨物線の途中にあった。貨物駅構内には貨物受付業務のための駅舎も存在した。かつての営業キロ「1.9 km」はこの貨物駅を基準にしたものであったが、1990年（平成2年）に東名古屋港東口の位置（1.5 km）に基準が変更された。そのため形式上は駅が移転したことになっているが、実際は基準となる場所が貨物駅（跡）から旅客ホームに移動しただけで、設備などの位置関係は変わっていない。

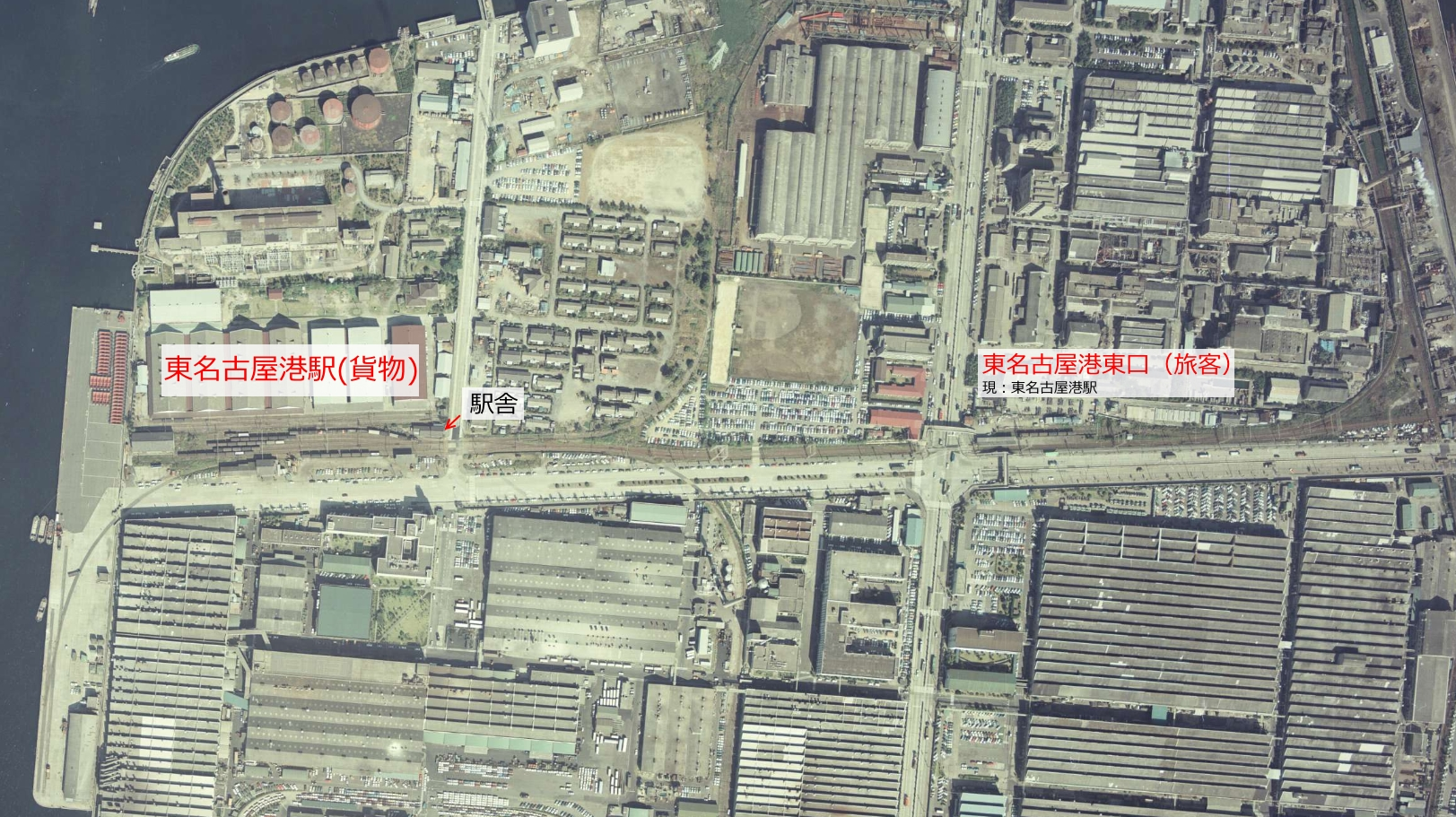
1977年（昭和52年）当時の東名古屋港駅構内。構内は貨物と旅客に分かれ、駅舎は貨物側にある。東名古屋港東口と呼ばれた旅客側の構内が現在の東名古屋港駅構内である。 帰属：国土交通省「国土画像情報（カラー空中写真）」　配布元：国土地理院地図・空中写真閲覧サービス

### 年表
- 1924年（大正13年）1月15日 - 愛知電気鉄道により西六号駅として開業[4]。
- 1932年（昭和7年）1月30日 - 東名古屋港駅に駅名改称[4]。
- 1944年（昭和19年）12月7日 - 昭和東南海地震により駅舎被災[6]。
- 1945年（昭和20年）5月17日 - 空襲により被災[7]。
- 1985年（昭和60年）12月16日 - 貨物取扱を日本通運、貨車輸送業務を名古屋臨海鉄道に委託[8]。無人駅化。
- 1990年（平成2年）11月25日 - 営業キロを0.4 km大江側に移転[4]。
- 2005年（平成17年）1月15日 - トランパスが利用可能になる[9]。
- 2009年（平成21年）10月3日 - 4両編成で運転開始[10]。
- 2011年（平成23年）2月11日 - manacaが利用可能になる。
- 2012年（平成24年）2月29日 - トランパスが利用できなくなる。

## 駅構造
単式ホーム1面1線の地上駅。改札口や出札窓口のない無人駅であるが、列車運行に必要な通票（スタフ）受け渡しのために列車運転時に係員が派遣される。
かつては改札業務を日本通運に委託して実施していたが、現在は大江駅の中間改札口で改札や精算が行われており、当駅や列車内ではこれらの業務を行わない。そのため、当駅には券売機や改札機がないにもかかわらず、発着する旅客列車はホーム側（大江駅方を向いて進行方向左側）のすべてのドアが開く都市型ワンマン運転となっている。
旅客ホームから先の非電化区間は現在でも名鉄が所有する側線である（大江ふ頭の岸壁手前までで、岸壁より先は名古屋港管理組合の専用線となる）。非電化区間には、遮断機がない踏切（第三種踏切）や、手動踏切（第一種乙踏切）が存在するため、これらの踏切を列車が通る場合は踏切保安係が配置される。

### のりば
| 路線      | 行先     |
| --------- | -------- |
| CH 築港線 | 大江ゆき |

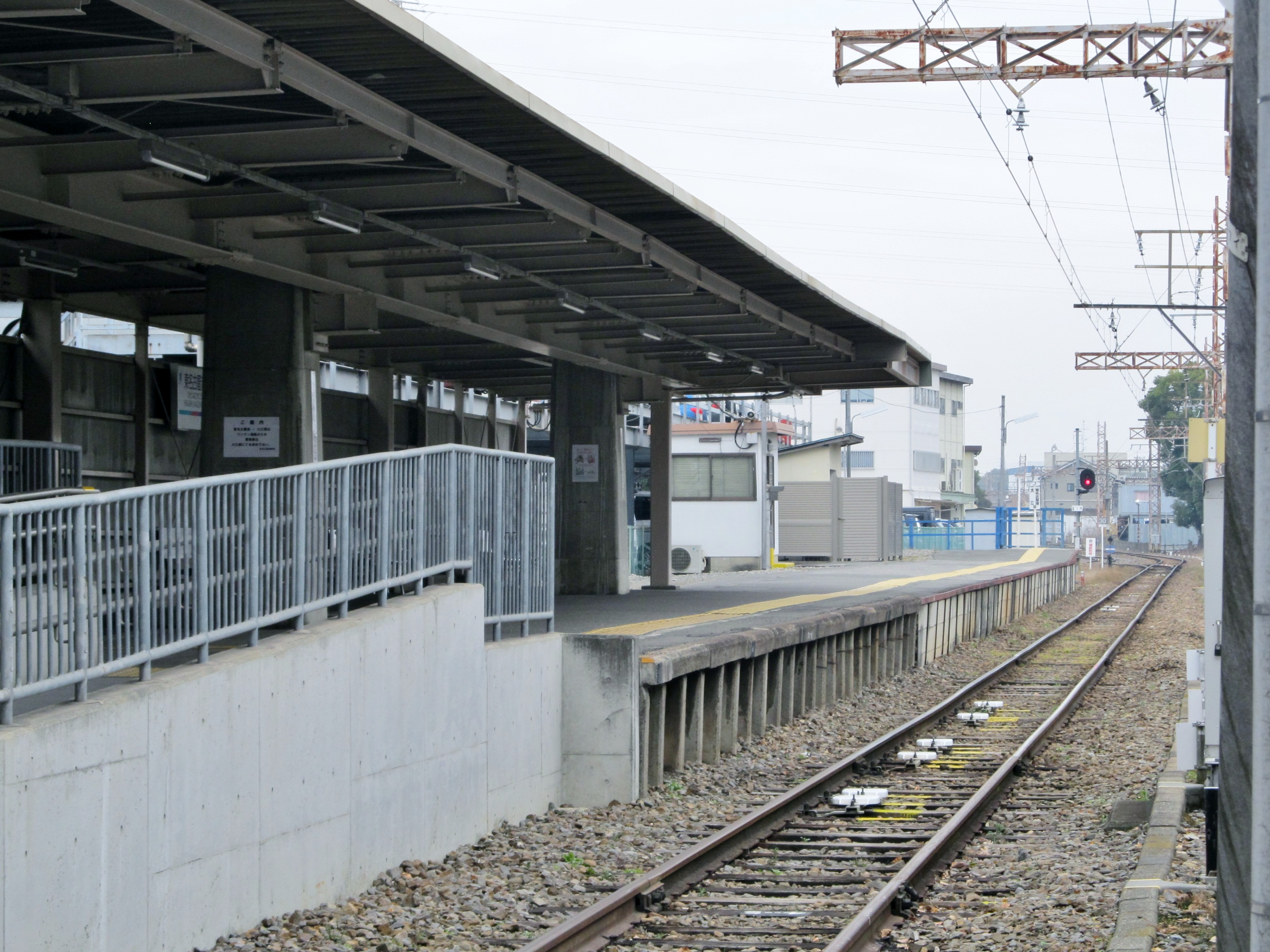
プラットホーム
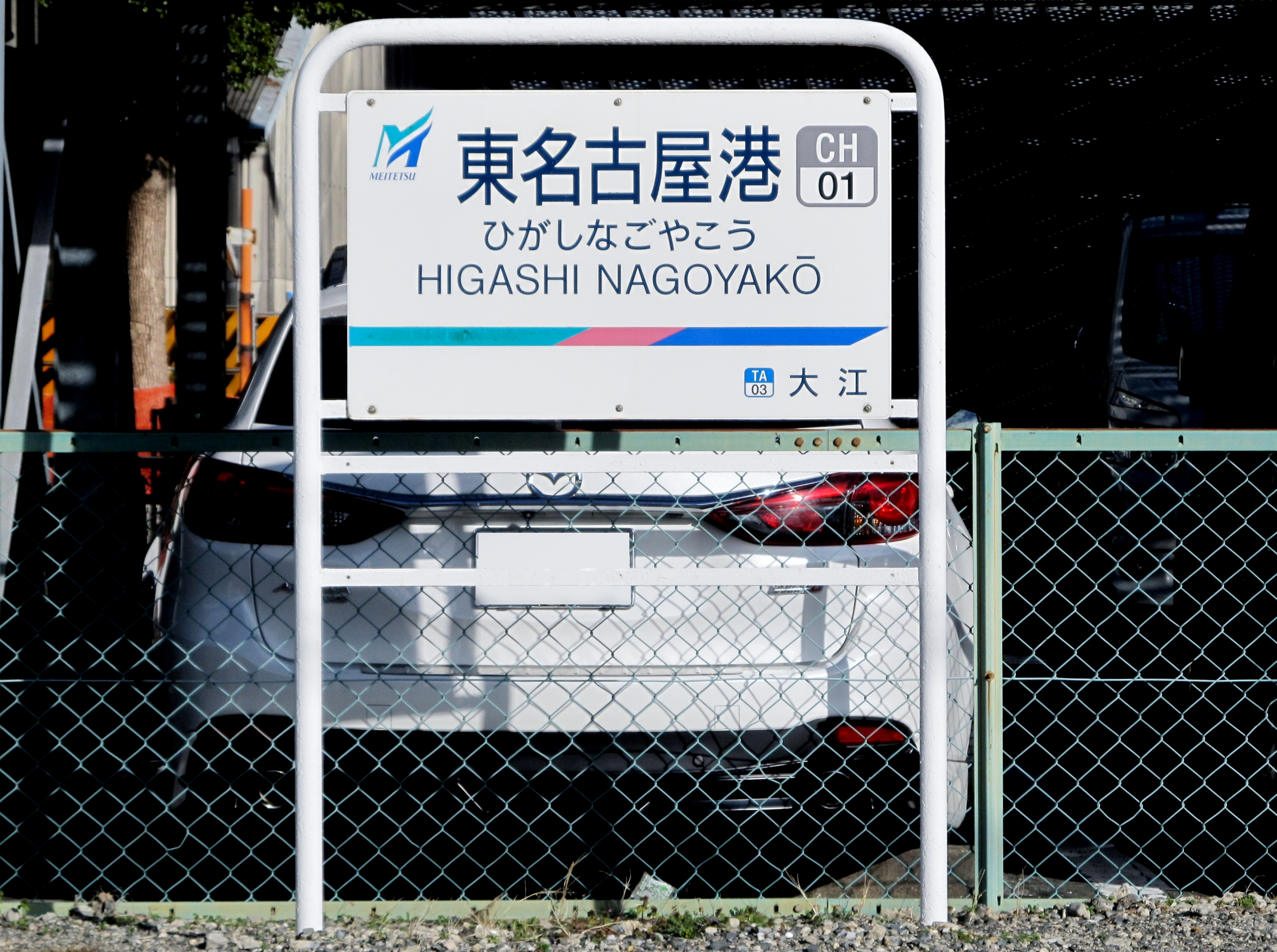
駅名標
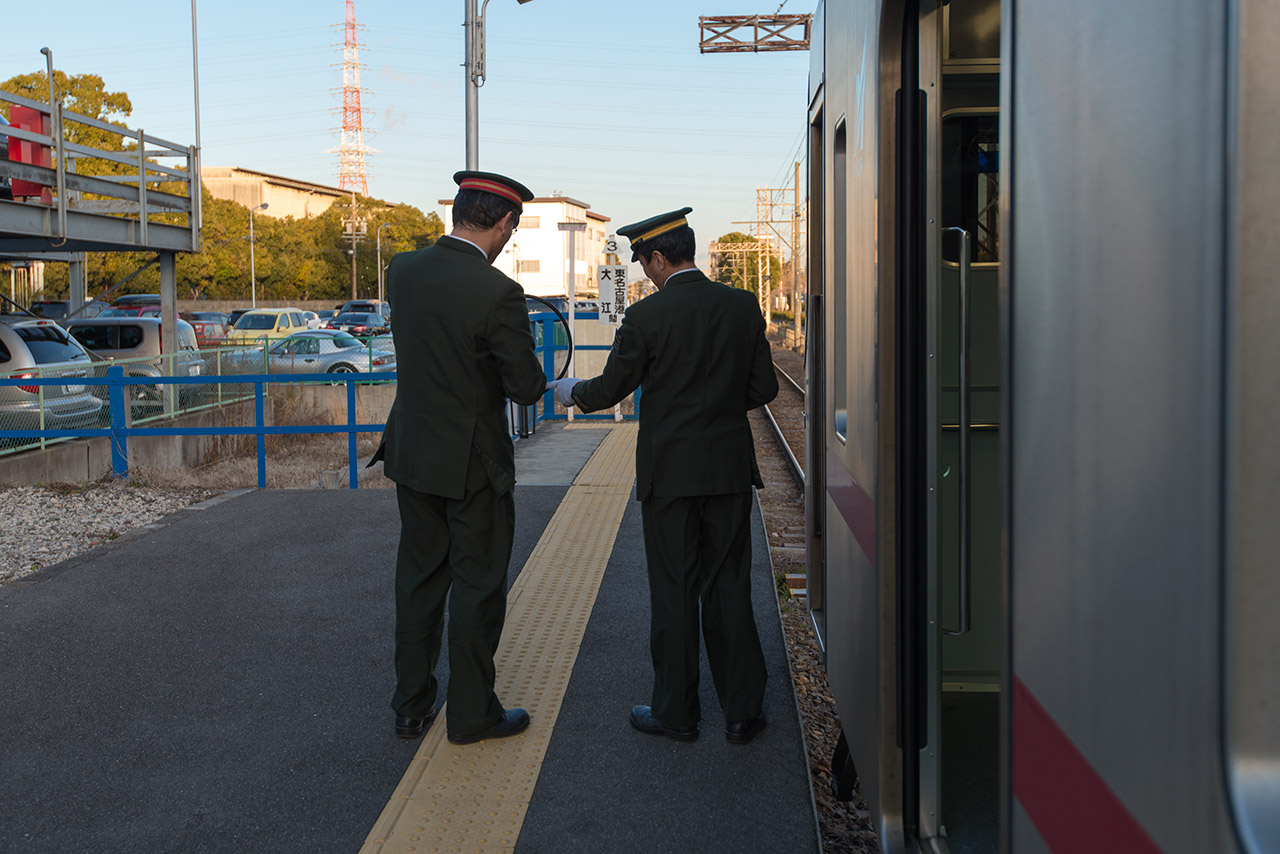
スタフ授受を行う係員
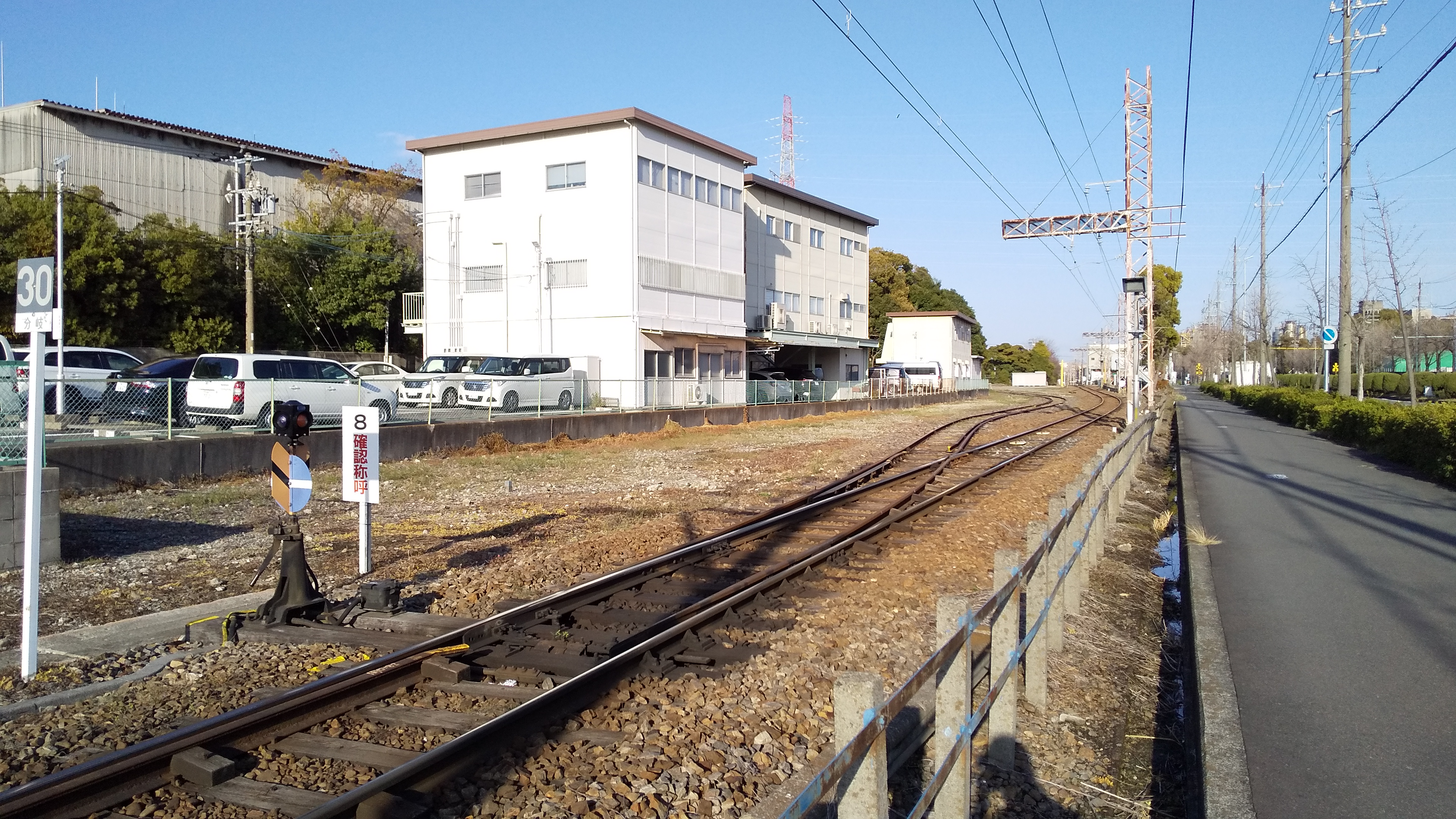
大江側にある名古屋臨海鉄道への分岐線
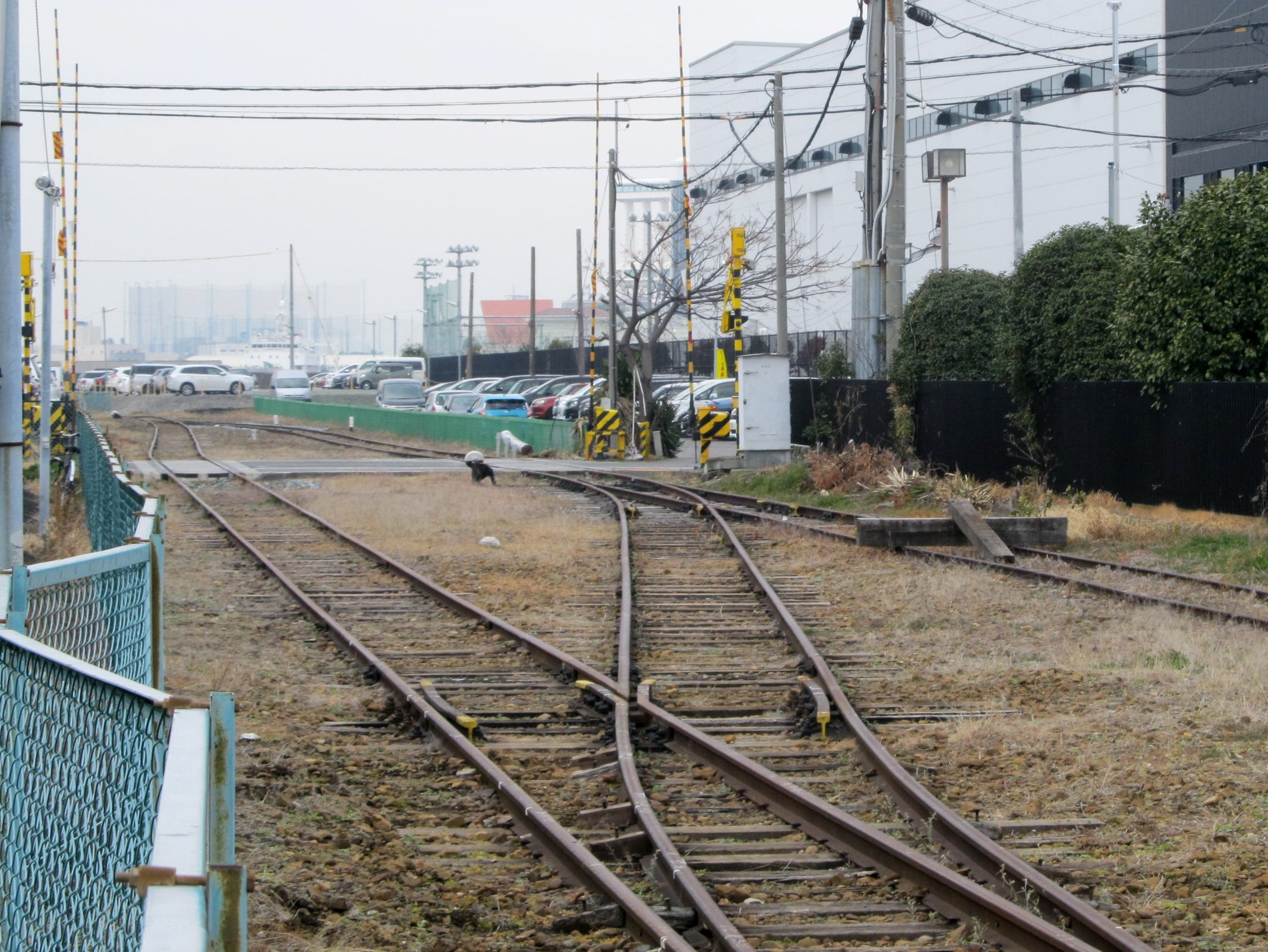
側線全景
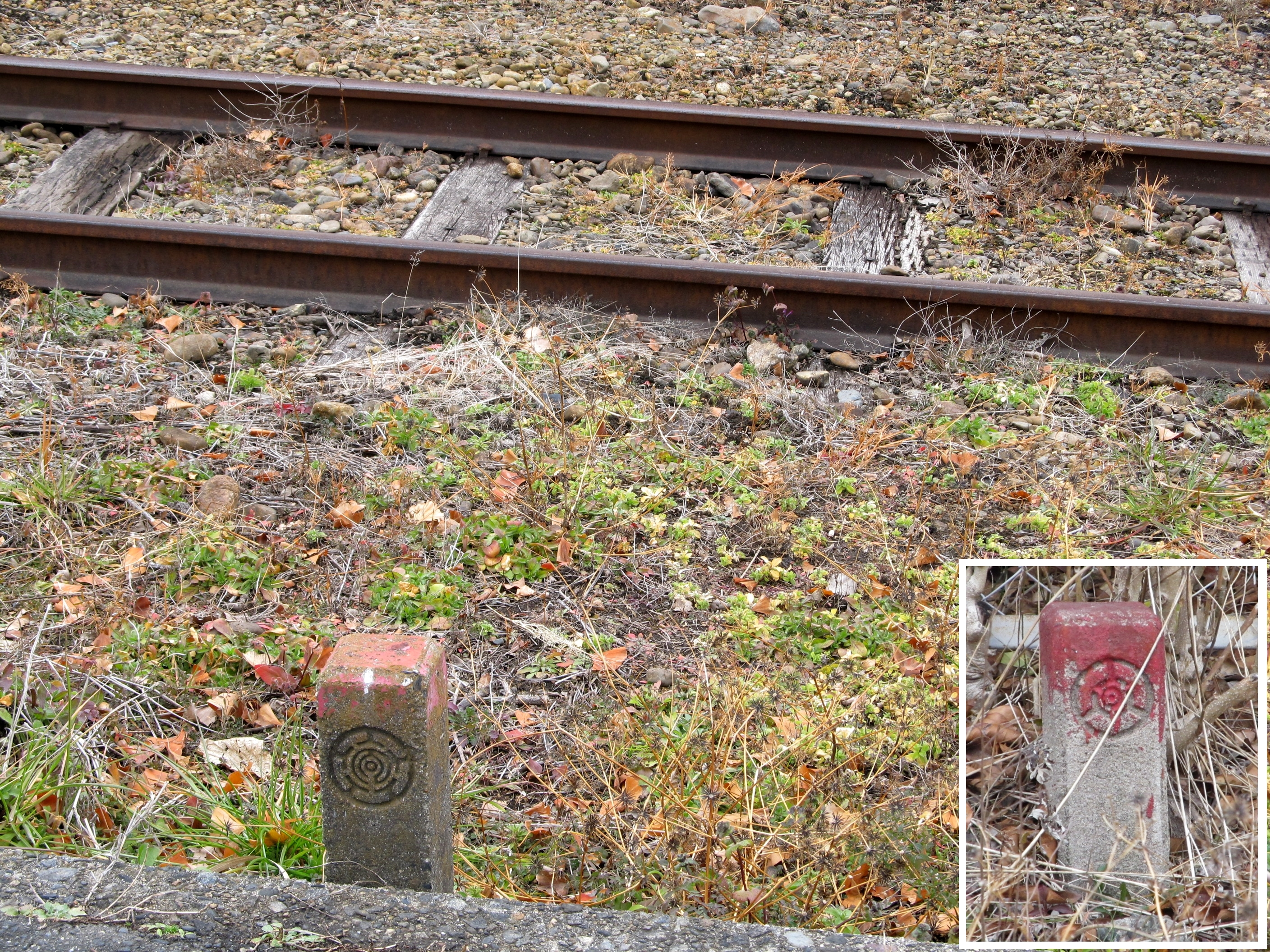
非電化区間に打たれた名古屋鉄道、愛知電気鉄道の境界杭

### 取扱貨物
名古屋港管理組合専用線のみ残存。
| 所有者                         | 第三者利用者 | 作業キロ | 取扱品               |
| ------------------------------ | ------------ | -------- | -------------------- |
| 東洋レーヨン ※                 | 日本通運     | 1.3 km   | 工業用薬品           |
| 三菱倉庫                       | 日本通運     | 0.7 km   | 青果物、米、麦       |
| 大協石油                       | 日本通運     | 0.8 km   | ガソリン、軽油、灯油 |
| 日本車輌製造                   | 日本通運     | 0.2 km   | 鉄鋼、化工機         |
| 中部電力                       | 日本通運     | 0.8 km   |                      |
| 農林省                         | 日本通運     | 0.9 km   | 米                   |
| 名古屋港管理組合（重量岸壁線） | 日本通運     | 0.4 km   | 鋼材                 |

※ 東洋レーヨン専用線は実際には名電築港駅 - 東港駅間から分岐し、名電築港駅所属とされる場合もあるが、国鉄貨物局では東名古屋港駅所属として扱っていた。
当駅の貨物営業は1985年（昭和60年）12月16日より日本通運に貨物取扱を、名古屋臨海鉄道に貨車輸送業務を委託している。大協石油名古屋油槽所や日本車両大江製作所への専用線は1970年代前半には撤去された。その後農林省大江倉庫や三菱倉庫へ向かっていた専用線も次々と廃止、撤去されていき、かつて四方に伸びていた専用線は名古屋港管理組合専用線をのこすのみとなり、貨物駅構内のうち北半分は舗装されて駐車場と化したが、残存部は車両を海外輸出や甲種輸送する際に使用されている。

### 配線図
|                       | 東名古屋港駅 鉄道配線略図 | → 大江駅 |
|                       | ↓ 名古屋臨海鉄道 東港駅   |          |
| 凡例 出典: 2009年現在 |                           |          |

## 利用状況
- 「移動等円滑化取組報告書」によれば、2020年度の1日平均乗降人員は4,687人である[23]。
- 『名鉄120年：近20年のあゆみ』によると、2013年度の1日平均乗降人員は8,978人であり、この値は名鉄全駅（275駅）中47位、常滑線・空港線・築港線（26駅）中6位であった[24]。
- 『名古屋鉄道百年史』によると、1992年度の1日平均乗降人員は5,288人であり、この値は岐阜市内線均一運賃区間内各駅（岐阜市内線・田神線・美濃町線徹明町駅 - 琴塚駅間）を除く名鉄全駅（342駅）中81位、常滑線・築港線（24駅）中11位であった[25]。
- 名古屋市統計年鑑によると、2019年度の1日平均乗車人員は2,659人であり、このうち約9割にあたる2,368人が定期旅客である。

利用者はほとんど周辺への通勤客である。神宮前駅や金山駅と当駅との行き来では名古屋市営バスより所要時間が短く定時性でも勝り、輸送力も大きいため利用者は多い。平日の利用者は概ね朝は到着、夕方は出発に偏っており、該当時間帯における逆方向の利用者は極めて少ない。また、休日の利用者は両方向ともほとんどいない。

## 駅周辺
周辺には工場やオフィスビルが多い。名鉄常滑線との乗換駅である大江駅までは徒歩で約20分程度。

### 主な施設
- 三菱重工業名古屋航空宇宙システム製作所
- 東レ名古屋事業場
- UBEマシナリー名古屋事業所
- 環状線（名古屋市道名古屋環状線）
- 愛知県道55号名古屋半田線
- 愛知県道225号名古屋東港線
- 名古屋高速4号東海線

### 接続するバス路線
名古屋市営バス：「大江町」バス停
- 名港11 - 築地口・名古屋港方面／鳴尾車庫方面
- 神宮12 - 熱田伝馬町・神宮東門方面／鳴尾車庫方面
- 新瑞14 - 南区役所・新瑞橋方面／ワイルドフラワーガーデン方面
- 金山19 - 熱田伝馬町・神宮東門・熱田駅・金山方面／ワイルドフラワーガーデン・潮見町南方面

各系統とも、列車の運行がない日中や夜間にも運行されている。

## 隣の駅
名古屋鉄道
CH 築港線
大江駅（TA03） - （名電築港駅） - 東名古屋港駅（CH01）